# Bankewitz
Bankewitz ist ein Ortsteil der Gemeinde Stoetze im niedersächsischen Landkreis Uelzen.

## Geografie und Verkehrsanbindung
Bankewitz liegt südöstlich des Kernortes Stoetze. Nordwestlich verläuft die B 191 und nördlich die Landesstraße L 252.

## Sehenswürdigkeiten
Als Baudenkmal ist das Wohnhaus Roscher Weg 2 ausgewiesen (siehe Liste der Baudenkmale in Stoetze).
Das Feldgehölz bei Bankewitz ist als geschützter Landschaftsbestandteil ausgewiesen (siehe Liste der geschützten Landschaftsbestandteile im Landkreis Uelzen).